# Luigi Sante Da Rios
Luigi Sante Da Rios (Santa Lucia di Piave, 2 aprile 1881 – Padova, 1965) è stato un fisico e matematico italiano, fu uno dei maggiori cultori italiani di dinamica dei fluidi.

## Biografia
Dopo essersi laureato in matematica all'Università di Padova nel 1906, vi rimase come assistente fino al 1911. Ottenne anche una laurea in ingegneria civile nel 1913 e la libera docenza in meccanica razionale nel 1916. 
È del 1906 il suo lavoro più conosciuto «Sul moto d'un liquido indefinito con un filetto vorticoso di forma qualunque» che anticipava idee che si sarebbero imposte molti anni dopo. Il lavoro si può infatti considerare come il primo esempio di studio di una linea di vortice che si muove a causa della sua mutua indizione, un'idea che sarà poi ripresa e sviluppata a fine anni '70 per studiare il moto delle linee di vortice quantizzate nei superfluidi.
Questo lavoro, il cui valore non venne riconosciuto subito, non bastò a garantirgli una cattedra universitaria; a partire dal 1911 passò a insegnare matematica e fisica nelle scuole superiori a Padova, Milano e Piacenza.
Nel 1932 iniziò la carriera di preside e dopo aver diretto alcune scuole in Lombardia, nel 1937 ottenne la presidenza del Liceo Foscarini di  Venezia dove restò fino al 1951 quando andò in pensione.
Tra il 1938 e il 1944 ebbe anche l'incarico di Meccanica razionale all'Istituto superiore di Architettura di Venezia (oggi IUAV).
Nell'autunno del 1944 fu improvvisamente trasferito alla presidenza del liceo classico di Rovigo per "motivi di servizio"; pare certo che in realtà questi motivi fossero politici, o per aver bocciato il figlio di un gerarca fascista, o per aver tollerato attività antifasciste nella scuola. Nell'ottobre 1945, dati per nulli e privi di valore i provvedimenti del governo repubblichino, Da Rios fu reintegrato come preside.